# Polyura valesius
Polyura valesius är en fjärilsart som beskrevs av Hans Fruhstorfer 1914. Polyura valesius ingår i släktet Polyura och familjen praktfjärilar. Inga underarter finns listade i Catalogue of Life.